# Liste der Monuments historiques in Pleurs
Die Liste der Monuments historiques in Pleurs führt die Monuments historiques in der französischen Gemeinde Pleurs auf.

## Liste der Immobilien
| Bezeichnung      | Beschreibung           | Standort               | Kennzeichnung | Schutzstatus | Datum | Bild           |
| ---------------- | ---------------------- | ---------------------- | ------------- | ------------ | ----- | -------------- |
| Kirche St-Martin | ab dem 12. Jahrhundert | Rue de l’Église (Lage) | PA00078764    | Inscrit      | 1933  | weitere Bilder |

## Liste der Objekte
| Bezeichnung               | Beschreibung                                     | Standort                       | Kennzeichnung | Schutzstatus | Datum | Bild |
| ------------------------- | ------------------------------------------------ | ------------------------------ | ------------- | ------------ | ----- | ---- |
| Rechter Seitenaltar       | Altartisch und Tabernakel; Holz, 18. Jahrhundert | in der Kirche St-Martin (Lage) | PM51002906    | Inscrit      | 1978  |      |
| Skulptur Madonna mit Kind | Holz, 18. Jahrhundert                            | in der Kirche St-Martin (Lage) | PM51002907    | Inscrit      | 1978  |      |
| Linker Seitenaltar        | Holz, 18. Jahrhundert                            | in der Kirche St-Martin (Lage) | PM51002905    | Inscrit      | 1978  |      |